# Tiro ai Giochi della XXXII Olimpiade - Skeet maschile
La gara di skeet maschile dei Giochi della XXXII Olimpiade si è svolta il 25 e 26 luglio 2021. Hanno partecipato 30 atleti.
La gara è stata vinta dallo statunitense Vincent Hancock.

## Formato
L'evento si articola in due fasi: un turno di qualificazione e la finale.
Nella qualificazione, ogni atleta spara verso 75 piattelli, suddivisi in 5 fasi da 25 piattelli l'una. I primi 6 tiratori accedono alla finale.
Nella finale, ogni atleta spara verso 25 piattelli addizionali; il punteggio finale considera tutti i 100 colpi sparati.

## Record
Prima della competizione, i record olimpici e mondiali erano i seguenti:
| Qualificazione  | Qualificazione                                  | Qualificazione | Qualificazione          | Qualificazione  |
| --------------- | ----------------------------------------------- | -------------- | ----------------------- | --------------- |
| Record mondiale | Valerio Luchini (Italia)                        | 125            | Pechino, Cina           | 9 luglio 2014   |
| Record olimpico | Abdullah Al-Rashidi (IOP) Marcus Svensoon (SWE) | 123            | Rio de Janeiro, Brasile | 13 agosto 2016  |
| Intera gara     |                                                 |                |                         |                 |
| Record mondiale | Angad Vir Singh Bajwa (India)                   | 60             | Kuwait City, Kuwait     | 6 novembre 2018 |
| Record olimpico | Non stabilito                                   | -              | -                       | -               |

## Programma
| Data           | Ora (JPN/UTC+9) | Turno          |
| -------------- | --------------- | -------------- |
| 25 luglio 2021 | 9:00            | Qualificazioni |
| 10:00          | Qualificazioni  |                |
| 14:50          | Finale          |                |

## Turno di qualificazione
| Pos. | Atleta                   | Nazione             | 1  | 2  | 3  | 4  | 5  | Totale    | Shoot-off | Note |
| ---- | ------------------------ | ------------------- | -- | -- | -- | -- | -- | --------- | --------- | ---- |
| 1    | Eric Delaunay            | Francia             | 25 | 25 | 25 | 24 | 25 | 124       | +6        | Q    |
| 2    | Tammaro Cassandro        | Italia              | 24 | 25 | 25 | 25 | 25 | 124       | +5        | Q    |
| 3    | Eetu Kallioinen          | Finlandia           | 25 | 25 | 24 | 25 | 24 | 123       |           | Q    |
| 4    | Vincent Hancock          | Stati Uniti         | 25 | 25 | 25 | 25 | 22 | 122       | +8        | Q    |
| 5    | Abdullah Al-Rashidi      | Kuwait              | 25 | 25 | 24 | 25 | 23 | 122       | +7        | Q    |
| 6    | Jesper Hansen            | Danimarca           | 25 | 24 | 23 | 25 | 25 | 122       | +5+8+20   | Q    |
| 7    | Jakub Tomeček            | Rep. Ceca           | 24 | 25 | 25 | 25 | 23 | 122       | +5+8+19   |      |
| 8    | Nicolás Pacheco Espinosa | Perù                | 24 | 24 | 25 | 25 | 24 | 122       | +5+7      |      |
| 9    | Georgios Achilleos       | Cipro               | 25 | 24 | 24 | 25 | 24 | 122       | +3        |      |
| 10   | Gabriele Rossetti        | Italia              | 23 | 25 | 24 | 24 | 25 | 121 CB:37 |           |      |
| 11   | Emmanuel Petit           | Francia             | 23 | 25 | 24 | 24 | 25 | 121 CB:28 |           |      |
| 12   | Dimitris Konstantinou    | Cipro               | 24 | 25 | 24 | 23 | 25 | 121       |           |      |
| 13   | Lee Jong-jun             | Corea del Sud       | 24 | 25 | 24 | 24 | 24 | 121       |           |      |
| 14   | Erik Watndal             | Norvegia            | 25 | 24 | 25 | 23 | 24 | 121       |           |      |
| 15   | Phillip Jungman          | Stati Uniti         | 24 | 24 | 23 | 24 | 25 | 120 CB:47 |           |      |
| 16   | Mansour Al-Rashedi       | Kuwait              | 24 | 24 | 23 | 24 | 25 | 120 CB:36 |           |      |
| 17   | Federico Gil             | Argentina           | 25 | 23 | 25 | 23 | 24 | 120       |           |      |
| 18   | Angad Bajwa              | India               | 24 | 25 | 24 | 23 | 24 | 120       |           |      |
| 19   | Azmy Mehelba             | Egitto              | 23 | 22 | 22 | 24 | 23 | 120       |           |      |
| 20   | Nikolaos Mavrommatis     | Grecia              | 23 | 24 | 23 | 24 | 25 | 119       |           |      |
| 21   | Paul Adams               | Australia           | 25 | 25 | 23 | 22 | 24 | 119       |           |      |
| 22   | Saeed Al-Mutairi         | Arabia Saudita      | 24 | 24 | 23 | 25 | 23 | 119       |           |      |
| 23   | Stefan Nilsson           | Svezia              | 25 | 24 | 23 | 24 | 23 | 119       |           |      |
| 24   | Saif Bin Futtais         | Emirati Arabi Uniti | 24 | 23 | 23 | 23 | 24 | 117       |           |      |
| 25   | Mairaj Ahmad Khan        | India               | 25 | 24 | 22 | 23 | 23 | 117       |           |      |
| 26   | Emin Jafarov             | Azerbaigian         | 25 | 23 | 23 | 22 | 23 | 116       |           |      |
| 27   | Hiroyuki Ikawa           | Giappone            | 23 | 23 | 23 | 22 | 23 | 114       |           |      |
| 28   | Lari Pesonen             | Finlandia           | 23 | 25 | 23 | 24 | 19 | 114       |           |      |
| 29   | Mostafa Hamdy            | Egitto              | 25 | 24 | 24 | 25 | 20 | 112       |           |      |
| 30   | Juan Schaeffer           | Guatemala           | 21 | 22 | 22 | 23 | 19 | 107       |           |      |

## Finale
| Pos. | Atleta              | Serie | Serie | Serie | Serie | Serie | Serie | Note            |
| Pos. | Atleta              | 1     | 2     | 3     | 4     | 5     | 6     | Note            |
| ---- | ------------------- | ----- | ----- | ----- | ----- | ----- | ----- | --------------- |
|      | Vincent Hancock     | 10    | 20    | 29    | 39    | 49    | 59    | Record olimpico |
|      | Jesper Hansen       | 9     | 19    | 29    | 39    | 48    | 55    |                 |
|      | Abdullah Al-Rashidi | 10    | 20    | 29    | 37    | 46    | N.D.  |                 |
| 4    | Eetu Kallioinen     | 10    | 20    | 28    | 36    | N.D.  | N.D.  |                 |
| 5    | Eric Delaunay       | 8     | 16    | 25    | N.D.  | N.D.  | N.D.  |                 |
| 6    | Tammaro Cassandro   | 8     | 16    | N.D.  | N.D.  | N.D.  | N.D.  |                 |